# سعد الذابح
أو بيتا الجدي Beta Capricorni اسمه التقليدي Dabih مشتق من الاسم العربي. وهو نجم ثنائي في كوكبة الجدي.
يبعد 328 سنة ضوئية عن الأرض. وبما أنه يقع في مسير الشمس فإنه من الممكن أن يحتجب بالقمر أو الكواكب.
يمكن مشاهدة النظام الثنائي لسعد الذابح بواسطة تلسكوب عادي، النجم الأكثر بريقا هو الرئيسي ويملك قدر ظاهري 3.05+ ويعتقد أن النجم الرئيسي يملك على الأقل ثلاث رفقاء. بينما يبلغ القدر الظاهري للسعد الذابح الثانوي قدر ظاهري 6.09+ ويفصل بينه وبين سعد الذابح الرئيسي 3.5 دقيقة قوسية.

## خصائص

### β¹ Capricorni
النجم الأكثر إشراقا β¹ Capricorni، يمتلك على الاقل ثلاثة مكونات وله طيف صعب التفسير. يهيمن عليه زوج من النجوم، نجم عملاق برتقالي نوع-K مشرق بتسمية (β Capricorni Aa)، قدر الظاهري +3.08، ونجم اخر أزرق وأبيض من نوع-B من النسق الاساسي بتسمية (β Capricorni Ab) قدر الظاهري +7.20 . يتم فصل هذين العنصرين بنسبة 0.05 ثانية قوسية (5 وحدات فلكية) ولهما فترة مدارية تقدر 3.77 سنة.
الجرم الأول (Aa) لديه درجة حرارة سطح 4900 كلفن، يبلغ قطره 35 مرة ولمعان 600 مرة أكثر من الشمس الجرم الآخر (Ab) لديه رفيق غير مرئي بتسمية (β Capricorni Ac) يدور حوله مع فترة مدارية 8.7 يوم

### β² Capricorni
نظام نجمي ثنائي باهت، β¹ Capricorni، هو أكثر وابسط النظم الثنائية دراستا، يتكون من نجم (β Capricorni B) المشرق، لديه قدر ضاهري 6.1 يعتبر نجم عملاق صنف A0 لمعانه 40 مرة من لمعان الشمس. الرفيق الآخر هو (β Capricorni C) يبعد عن الاخير ما يقرب 3 ثوان قوسية، نجم غير عادي لإمتلاكه كميات كبيرة من الزئبق والمنجنيز في غلافه الجوي.